# Coppa del Mondo di sci alpino 1974
La Coppa del Mondo di sci alpino 1974 fu l'ottava edizione della manifestazione organizzata dalla Federazione internazionale sci; ebbe inizio il 6 dicembre 1973 a Val-d'Isère, in Francia, e si concluse il 10 marzo 1974 a Vysoké Tatry, in Cecoslovacchia. Nel corso della stagione si tennero a Sankt Moritz i Campionati mondiali di sci alpino 1974, non validi ai fini della Coppa del Mondo, il cui calendario contemplò dunque un'interruzione durante il mese di febbraio.
In campo maschile furono disputate 21 gare (7 discese libere, 7 slalom giganti, 7 slalom speciali), in 15 diverse località. L'italiano Piero Gros si aggiudicò sia la Coppa del Mondo generale, sia la Coppa di slalom gigante; lo svizzero Roland Collombin vinse la Coppa di discesa libera e l'italiano Gustav Thöni quella di slalom speciale. Thöni era il detentore uscente della Coppa generale.
In campo femminile furono disputate 17 gare (5 discese libere, 6 slalom giganti, 6 slalom speciali), in 9 diverse località. L'austriaca Annemarie Moser-Pröll si aggiudicò sia la Coppa del Mondo generale, sia quella di discesa libera; la liechtensteinese Hanni Wenzel vinse quella di slalom gigante e la tedesca occidentale Christa Zechmeister quella di slalom speciale. La Moser-Pröll era la detentrice uscente della Coppa generale.

## Uomini

### Risultati
| Data             | Località               | Nazione        | Pista               | Spec. | Primo                     | Secondo                      | Terzo                                           |
| ---------------- | ---------------------- | -------------- | ------------------- | ----- | ------------------------- | ---------------------------- | ----------------------------------------------- |
| 8 dicembre 1973  | Val-d'Isère            | Francia        | Oreiller-Killy      | GS    | Hansi Hinterseer          | Helmuth Schmalzl             | Piero Gros                                      |
| 10 dicembre 1973 | Val-d'Isère            | Francia        | Oreiller-Killy      | DH    | Herbert Plank             | Werner Grissmann             | Franz Klammer                                   |
| 16 dicembre 1973 | Saalbach               | Austria        |                     | GS    | Hubert Berchtold          | Thomas Hauser                | Hansi Hinterseer                                |
| 17 dicembre 1973 | Vipiteno               | Italia         |                     | SL    | Piero Gros                | Hans Kniewasser              | Christian Neureuther                            |
| 18 dicembre 1973 | Zell am See            | Austria        |                     | DH    | Karl Cordin               | Roland Collombin             | Peter Feyersinger Manfred Grabler Josef Walcher |
| 22 dicembre 1973 | Schladming             | Austria        | Planai              | DH    | Franz Klammer             | Roland Collombin             | Bernhard Russi                                  |
| 5 gennaio 1974   | Garmisch-Partenkirchen | Germania Ovest | Gudiberg            | SL    | Christian Neureuther      | Gustav Thöni                 | Hansjörg Schlager                               |
| 6 gennaio 1974   | Garmisch-Partenkirchen | Germania Ovest | Kandahar            | DH    | Roland Collombin          | Franz Klammer                | Herbert Plank                                   |
| 7 gennaio 1974   | Berchtesgaden          | Germania Ovest | Loipl               | GS    | Piero Gros                | Gustav Thöni                 | Erwin Stricker                                  |
| 12 gennaio 1974  | Avoriaz                | Francia        | Les Hauts-Forts     | DH    | Roland Collombin          | Franz Klammer                | Philippe Roux                                   |
| 13 gennaio 1974  | Morzine                | Francia        | Pléney              | GS    | Piero Gros                | Hansi Hinterseer             | Gustav Thöni                                    |
| 19 gennaio 1974  | Wengen                 | Svizzera       | Lauberhorn          | DH    | Roland Collombin          | Franz Klammer                | Herbert Plank                                   |
| 20 gennaio 1974  | Wengen                 | Svizzera       | Männlichen/Jungfrau | SL    | Christian Neureuther      | Fausto Radici                | David Zwilling                                  |
| 21 gennaio 1974  | Adelboden              | Svizzera       | Chuenisbärgli       | GS    | Gustav Thöni              | Piero Gros                   | Hansi Hinterseer                                |
| 26 gennaio 1974  | Kitzbühel              | Austria        | Streif              | DH    | Roland Collombin          | Stefano Anzi Giuliano Besson |                                                 |
| 27 gennaio 1974  | Kitzbühel              | Austria        | Ganslern            | SL    | Hansi Hinterseer          | Hans Kniewasser              | Gustav Thöni                                    |
| 2 marzo 1974     | Voss                   | Norvegia       |                     | GS    | Gustav Thöni              | Hansi Hinterseer             | Ingemar Stenmark                                |
| 3 marzo 1974     | Voss                   | Norvegia       |                     | SL    | Piero Gros                | Ingemar Stenmark             | Hans Kniewasser                                 |
| 6 marzo 1974     | Zakopane               | Polonia        |                     | SL    | Francisco Fernández Ochoa | Gustav Thöni                 | Hansi Hinterseer                                |
| 9 marzo 1974     | Vysoké Tatry           | Cecoslovacchia |                     | GS    | Piero Gros                | Ingemar Stenmark             | Hansi Hinterseer                                |
| 10 marzo 1974    | Vysoké Tatry           | Cecoslovacchia |                     | SL    | Gustav Thöni              | Ingemar Stenmark             | Francisco Fernández Ochoa                       |

Legenda:

DH = discesa libera

GS = slalom gigante

SL = slalom speciale

### Classifiche

#### Generale

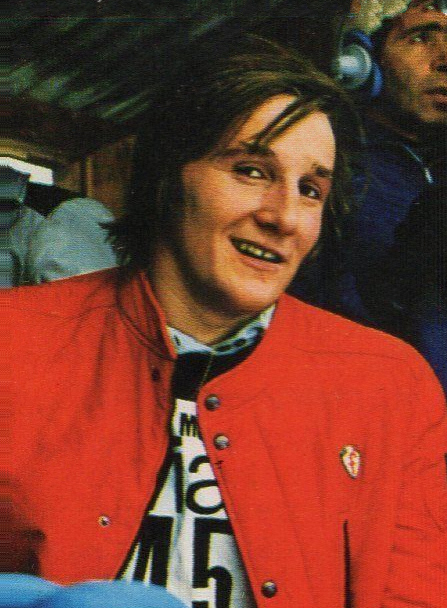
Piero Gros nel 1973

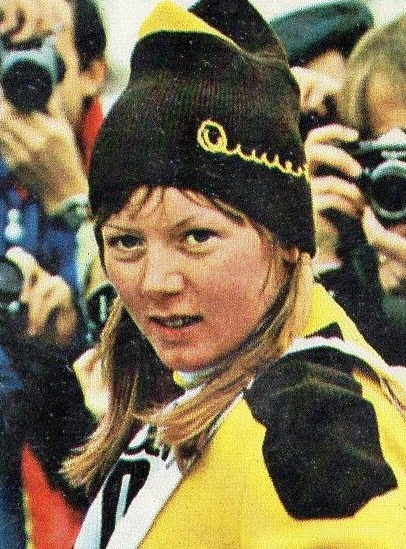
Annemarie Moser-Pröll nel 1972

| Pos. | Nome                 | Nazione        | Punti |
| ---- | -------------------- | -------------- | ----- |
| 1    | Piero Gros           | Italia         | 181   |
| 2    | Gustav Thöni         | Italia         | 165   |
| 3    | Hansi Hinterseer     | Austria        | 162   |
| 4    | Roland Collombin     | Svizzera       | 140   |
| 5    | Franz Klammer        | Austria        | 125   |
| 6    | Erwin Stricker       | Italia         | 98    |
| 7    | David Zwilling       | Austria        | 95    |
| 8    | Hans Kniewasser      | Austria        | 67    |
| 9    | Christian Neureuther | Germania Ovest | 66    |
| 9    | Herbert Plank        | Italia         | 66    |

#### Discesa libera
| Pos. | Nome             | Nazione  | Punti |
| ---- | ---------------- | -------- | ----- |
| 1    | Roland Collombin | Svizzera | 120   |
| 2    | Franz Klammer    | Austria  | 100   |
| 3    | Herbert Plank    | Italia   | 66    |
| 4    | Werner Grissmann | Austria  | 40    |
| 4    | Bernhard Russi   | Svizzera | 40    |

#### Slalom gigante
| Pos. | Nome             | Nazione | Punti |
| ---- | ---------------- | ------- | ----- |
| 1    | Piero Gros       | Italia  | 110   |
| 2    | Hansi Hinterseer | Austria | 95    |
| 3    | Gustav Thöni     | Italia  | 85    |
| 4    | Helmuth Schmalzl | Italia  | 55    |
| 5    | Erwin Stricker   | Italia  | 48    |

#### Slalom speciale
| Pos. | Nome                 | Nazione        | Punti |
| ---- | -------------------- | -------------- | ----- |
| 1    | Gustav Thöni         | Italia         | 80    |
| 2    | Christian Neureuther | Germania Ovest | 65    |
| 3    | Hans Kniewasser      | Austria        | 63    |
| 4    | Piero Gros           | Italia         | 61    |
| 5    | Hansi Hinterseer     | Austria        | 56    |

## Donne

### Risultati
| Data             | Località       | Nazione        | Pista          | Spec. | Prima                 | Seconda               | Terza                 |
| ---------------- | -------------- | -------------- | -------------- | ----- | --------------------- | --------------------- | --------------------- |
| 6 dicembre 1973  | Val-d'Isère    | Francia        | Oreiller-Killy | DH    | Annemarie Moser-Pröll | Ingrid Gfölner        | Wiltrud Drexel        |
| 7 dicembre 1973  | Val-d'Isère    | Francia        | Solaise        | SL    | Christa Zechmeister   | Hanni Wenzel          | Marilyn Cochran       |
| 19 dicembre 1973 | Zell am See    | Austria        |                | DH    | Annemarie Moser-Pröll | Wiltrud Drexel        | Marie-Theres Nadig    |
| 20 dicembre 1973 | Zell am See    | Austria        |                | GS    | Hanni Wenzel          | Marie-Theres Nadig    | Traudl Treichl        |
| 5 gennaio 1974   | Pfronten       | Germania Ovest |                | DH    | Annemarie Moser-Pröll | Wiltrud Drexel        | Betsy Clifford        |
| 6 gennaio 1974   | Pfronten       | Germania Ovest |                | GS    | Kathy Kreiner         | Lise-Marie Morerod    | Fabienne Serrat       |
| 8 gennaio 1974   | Les Gets       | Francia        | Cry de Lys     | SL    | Christa Zechmeister   | Lindy Cochran         | Annemarie Moser-Pröll |
| 9 gennaio 1974   | Les Gets       | Francia        | Mont Chéry     | GS    | Claudia Giordani      | Barbara Cochran       | Hanni Wenzel          |
| 13 gennaio 1974  | Grindelwald    | Svizzera       |                | DH    | Cindy Nelson          | Annemarie Moser-Pröll | Marie-Theres Nadig    |
| 14 gennaio 1974  | Grindelwald    | Svizzera       |                | GS    | Monika Kaserer        | Hanni Wenzel          | Christa Zechmeister   |
| 16 gennaio 1974  | Les Diablerets | Svizzera       |                | SL    | Christa Zechmeister   | Fabienne Serrat       | Rosi Mittermaier      |
| 23 gennaio 1974  | Badgastein     | Austria        | Graukogel      | DH    | Annemarie Moser-Pröll | Marie-Theres Nadig    | Wiltrud Drexel        |
| 24 gennaio 1974  | Badgastein     | Austria        |                | SL    | Christa Zechmeister   | Fabienne Serrat       | Monika Kaserer        |
| 25 gennaio 1974  | Badgastein     | Austria        |                | GS    | Fabienne Serrat       | Lise-Marie Morerod    | Rosi Mittermaier      |
| 27 febbraio 1974 | Abetone        | Italia         | Val di Luce    | SL    | Rosi Mittermaier      | Annemarie Moser-Pröll | Fabienne Serrat       |
| 7 marzo 1974     | Vysoké Tatry   | Cecoslovacchia |                | SL    | Rosi Mittermaier      | Danièle Debernard     | Hanni Wenzel          |
| 8 marzo 1974     | Vysoké Tatry   | Cecoslovacchia |                | GS    | Monika Kaserer        | Annemarie Moser-Pröll | Lise-Marie Morerod    |

Legenda:

DH = discesa libera

GS = slalom gigante

SL = slalom speciale

### Classifiche

#### Generale
| Pos. | Nome                  | Nazione        | Punti |
| ---- | --------------------- | -------------- | ----- |
| 1    | Annemarie Moser-Pröll | Austria        | 268   |
| 2    | Monika Kaserer        | Austria        | 153   |
| 3    | Hanni Wenzel          | Liechtenstein  | 144   |
| 4    | Christa Zechmeister   | Germania Ovest | 129   |
| 5    | Fabienne Serrat       | Francia        | 127   |
| 6    | Marie-Theres Nadig    | Svizzera       | 123   |
| 7    | Rosi Mittermaier      | Germania Ovest | 116   |
| 8    | Lise-Marie Morerod    | Svizzera       | 77    |
| 9    | Wiltrud Drexel        | Austria        | 72    |
| 10   | Kathy Kreiner         | Canada         | 70    |

#### Discesa libera
| Pos. | Nome                  | Nazione     | Punti |
| ---- | --------------------- | ----------- | ----- |
| 1    | Annemarie Moser-Pröll | Austria     | 120   |
| 2    | Marie-Theres Nadig    | Svizzera    | 72    |
| 3    | Wiltrud Drexel        | Austria     | 70    |
| 4    | Cindy Nelson          | Stati Uniti | 35    |
| 5    | Ingrid Gfölner        | Austria     | 34    |

#### Slalom gigante
| Pos. | Nome               | Nazione        | Punti |
| ---- | ------------------ | -------------- | ----- |
| 1    | Hanni Wenzel       | Liechtenstein  | 71    |
| 2    | Fabienne Serrat    | Francia        | 68    |
| 3    | Monika Kaserer     | Austria        | 60    |
| 4    | Lise-Marie Morerod | Svizzera       | 55    |
| 5    | Traudl Treichl     | Germania Ovest | 44    |

#### Slalom speciale
| Pos. | Nome                  | Nazione        | Punti |
| ---- | --------------------- | -------------- | ----- |
| 1    | Christa Zechmeister   | Germania Ovest | 103   |
| 2    | Rosi Mittermaier      | Germania Ovest | 87    |
| 3    | Fabienne Serrat       | Francia        | 63    |
| 4    | Hanni Wenzel          | Liechtenstein  | 49    |
| 5    | Annemarie Moser-Pröll | Austria        | 41    |